# Decusación de las pirámides

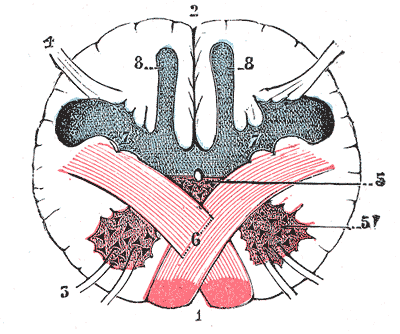
Corte transversal del bulbo raquídeo a la altura de la decusación de las pirámides

La decusación de las pirámides es la zona de la mitad inferior del bulbo raquídeo en la que las fibras del haz corticoespinal o vía piramidal se decusan, es decir, pasan de un lado a otro de la línea media. Tres cuartas partes de las fibras se decusan y pasan a formar el tracto corticoespinal lateral; no obstante, algunas fibras continúan homolateralmente formando el haz corticoespinal anterior.